# Cyperus lundellii
Cyperus lundellii är en halvgräsart som beskrevs av O'neill. Cyperus lundellii ingår i släktet papyrusar, och familjen halvgräs. Inga underarter finns listade i Catalogue of Life.